# Microfolcommatins
Els microfolcommatins (Micropholcommatinae) són una subfamília d'aranyes que pertanyen a la família dels anàpids (Anapidae). Anteriorment havien constituït la família dels microfolcommàtids (Micropholcommatidae). Són de mida petita, entre 0,5 i 2 mm. Generalment es troben entre les fulles o molsa. Molts gèneres són endèmics de Nova Zelanda i Austràlia.

## Taxonomia
Les famílies Micropholcommatidae i Textricellidae van ser considerades com a sinònims amb Symphytognathidae per Forster el 1959. Posteriorment, el 1977, es van tornar a separar. Més tard, l'any 1986, Platnick & Forster van considerar que totes elles formaven part d'una única família, els Micropholcommatidae. Va ser considerada com a sinònim dels Anapidae per Schütt el 2003, i per Lopa et al. el 2011, un canvi que ha estat acceptat pel World Spider Catalog.
També aquesta antiga família d'aranyes araneomorfes, havien format part de la superfamília dels arqueoïdeus (Archaeoidea), juntament amb els pararquèids, arquèids, mecismauquènids i holarquèids. Les aranyes, tradicionalment, foren classificades en famílies que van ser agrupades en superfamílies. Quan es van aplicar anàlisis més rigorosos, com la cladística, es va fer evident que la major part de les principals agrupacions utilitzades durant el segle XX no eren compatibles amb les noves dades. Actualment, els llistats d'aranyes, com ara el World Spider Catalog, ja ignoren la classificació per sobre del nivell familiar.